# Bakałowicz
Bakałowicz – polski herb szlachecki z nobilitacji.

## Opis herbu
W polu czerwonym półksiężyc złoty, nad nim krzyż skośny złożony ze strzały żeleźcem na dół i bułata ostrzem do góry. W klejnocie ramię zbrojne, srebrne trzymające bułat, jak do cięcia w prawo.

## Najwcześniejsze wzmianki
Herb nadany w 1775 inżynierowi Janowi Bakałowiczowi.

## Herbowni
Jedna rodzina herbownych (herb własny):
Bakałowicz